# Macrocera elgonensis
Macrocera elgonensis är en tvåvingeart som beskrevs av Freeman 1970. Macrocera elgonensis ingår i släktet Macrocera och familjen platthornsmyggor.
Artens utbredningsområde är Kenya. Inga underarter finns listade i Catalogue of Life.